# Домброва-Ґоґоле
Домброва-Ґоґоле (пол. Dąbrowa-Gogole) — село в Польщі, у гміні Шепетово Високомазовецького повіту Підляського воєводства.
Населення — 54 особи (2011).
У 1975-1998 роках село належало до Ломжинського воєводства.

## Демографія
Демографічна структура станом на 31 березня 2011 року:
|          | Загалом | Допрацездатний вік | Працездатний вік | Постпрацездатний вік |
| -------- | ------- | ------------------ | ---------------- | -------------------- |
| Чоловіки | 30      | 8                  | 16               | 6                    |
| Жінки    | 24      | 5                  | 14               | 5                    |
| Разом    | 54      | 13                 | 30               | 11                   |